# Nautile
O Nautile é um pequeno submersível tripulado, do Instituto Francês de Investigação para a Exploração do Mar "Ifremer". Pode chegar a uma profundidade 6 000 metros. Desde o seu lançamento em 1984, já realizou cerca de 1 700 mergulhos.

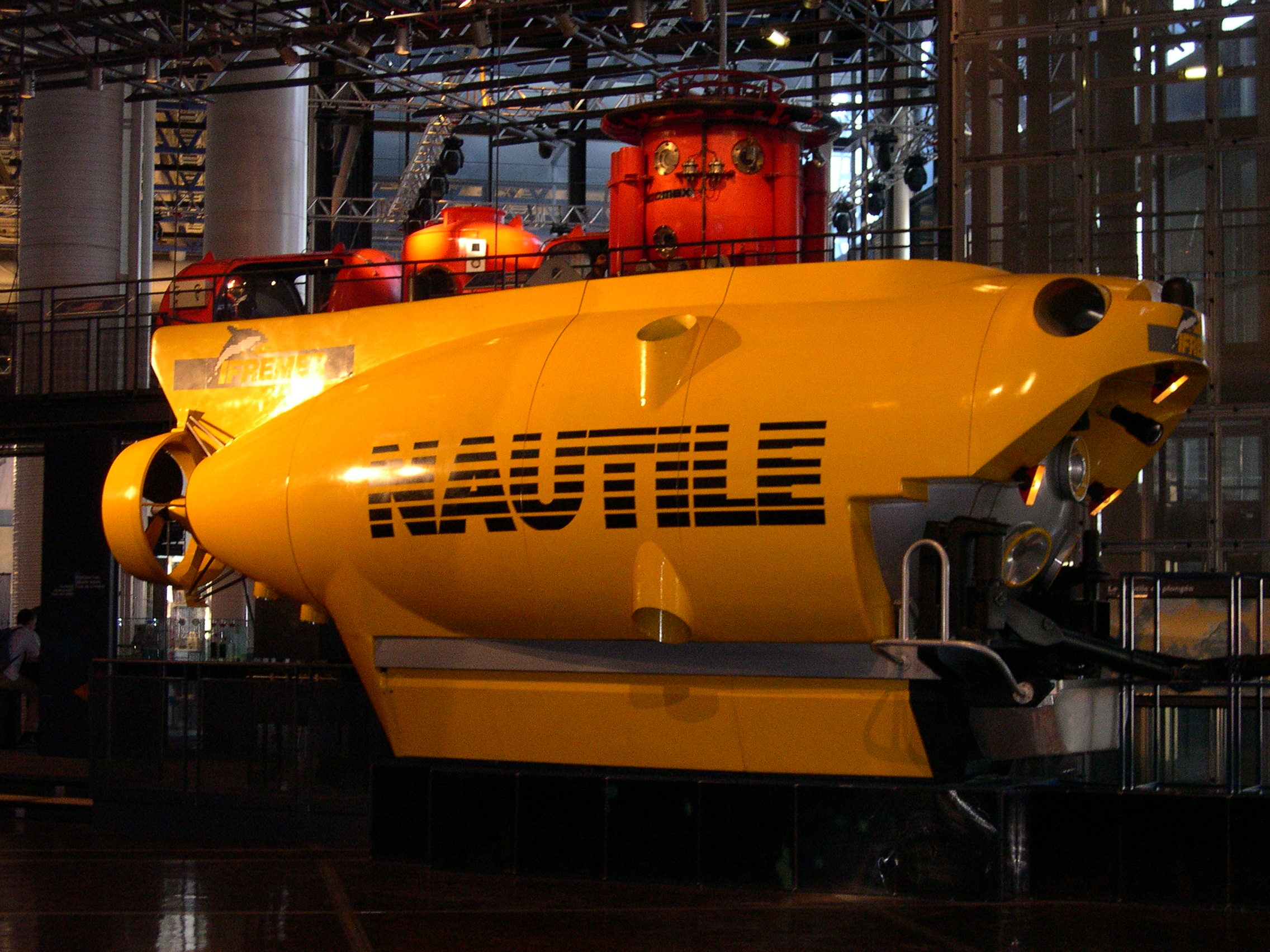
O Nautile em 2003

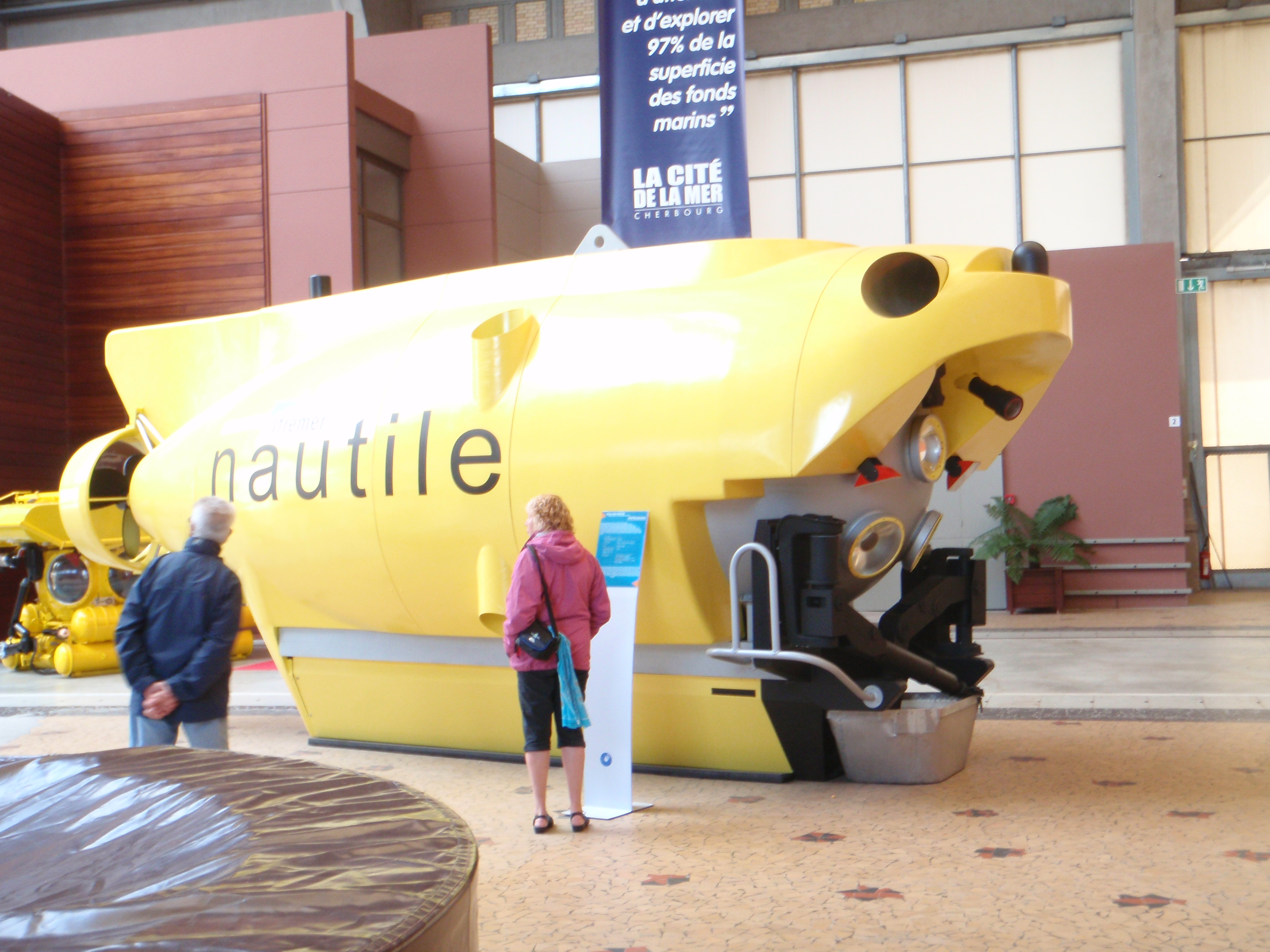
O tamanho do Nautile (8 metros de comprimento) comparado ao de uma pessoa

Em 1987, foi usado para explorar o navio naufragado Titanic a 4 000 metros de profundidade. Também foi enviado para o local do naufrágio do petroleiro Prestige. Recentemente, em 2009, o Nautile, foi responsável pela procura de restos mortais do acidente aéreo do voo Air France 447, entre o Rio de Janeiro e Paris.
Em Portugal foi responsável pela descoberta do Campo Hidrotermal Saldanha, que se encontra a cerca de 3 000 metros de profundidade.